# La Flambeuse de Las Vegas
Pour plus de détails, voir Fiche technique et Distribution.
La Flambeuse de Las Vegas (Jinxed!) est un film américain réalisé par Don Siegel, sorti en 1982. Il s'agit d'une adaptation du roman The Edge de Frank D. Gilroy. Pendant le tournage, Siegel souffre de problèmes cardiaques et ne s'entend pas avec l'actrice Bette Midler. Le film est un échec commercial à sa sortie et ne trouve pas son public. Siegel arrête sa prolifique carrière après ce film.

## Synopsis
Harold est un joueur professionnel qui fréquente les casinos de Las Vegas accompagné de sa femme, la chanteuse Bonita. Harold sympathise avec le jeune Willie dont la présence lui porte chance aux tables de jeux Mais Willie et Bonita se rencontrent et tombent amoureux. Bonita complote alors pour récupérer l'assurance-vie d'Harold et refaire sa vie avec Willie.

## Fiche technique
- Titre original : Jinxed!
- Titre français : La Flambeuse de Las Vegas
- Réalisation : Don Siegel
- Scénario : Frank D. Gilroy et David Newman d'après le roman The Edge de Frank D. Gilroy
- Photographie : Vilmos Zsigmond
- Musique : Bruce Roberts et Miles Goodman
- Production : Herb Jaffe
- Pays d'origine :  États-Unis
- Genre : Comédie
- Durée : 103 minutes
- Date de sortie :
  - États-Unis : 22 octobre 1982
  - France : 11 mai 1983

## Distribution
- Bette Midler (VF : Élisabeth Wiener) : Bonita Friml
- Ken Wahl (VF : Richard Darbois) : Willie Brodax
- Rip Torn (VF : Georges Aminel) : Harold Benson
- Val Avery (VF : Serge Lhorca) : Milt Hawkins
- Jack Elam (VF : Claude Joseph) : Otto
- Barry Michlin (VF : Yves Barsacq) : Le responsable des shows du casino
- Woodrow Parfrey : L'agent d'assurances
- F. William Parker (VF : Roger Lumont) : Art
- Benson Fong (VF : Roger Lumont) : M. Wing
- Ian Wolfe : Morley
- Kathryn Kates (VF : Monique Thierry) : Mlle Nina
- Don Siegel (VF : Georges Aubert) : Le propriétaire du sex-shop